# Ohel (Habad)
L'Ohel (en hébreu : אהל, « tente »), ou Ohel Chabad, est une structure qui protège les tombes du Rebbe, le rabbin Menachem Mendel Schneerson (1902–1994), et de son beau-père, le rabbin Yossef Yitzchok Schneersohn (1880–1950), dans le cimetière Montefiore (en), dans le Queens, aux États-Unis. Ces personnes sont les deux plus récents dirigeants de la dynastie hassidique Habad-Loubavitch.
L'Ohel est un lieu de pèlerinage visité chaque année par des milliers de personnes.

## Notes et références

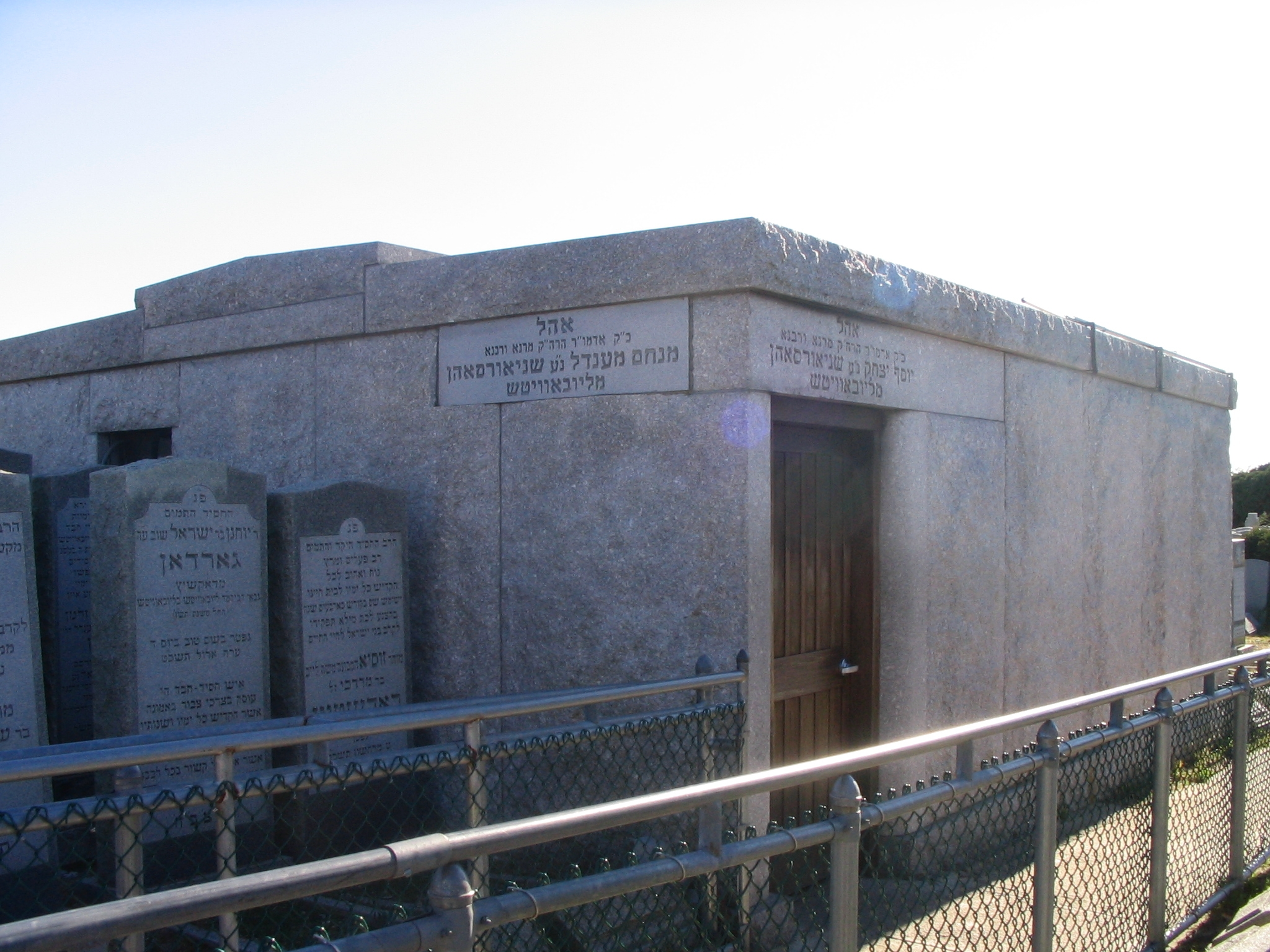
Extérieur.
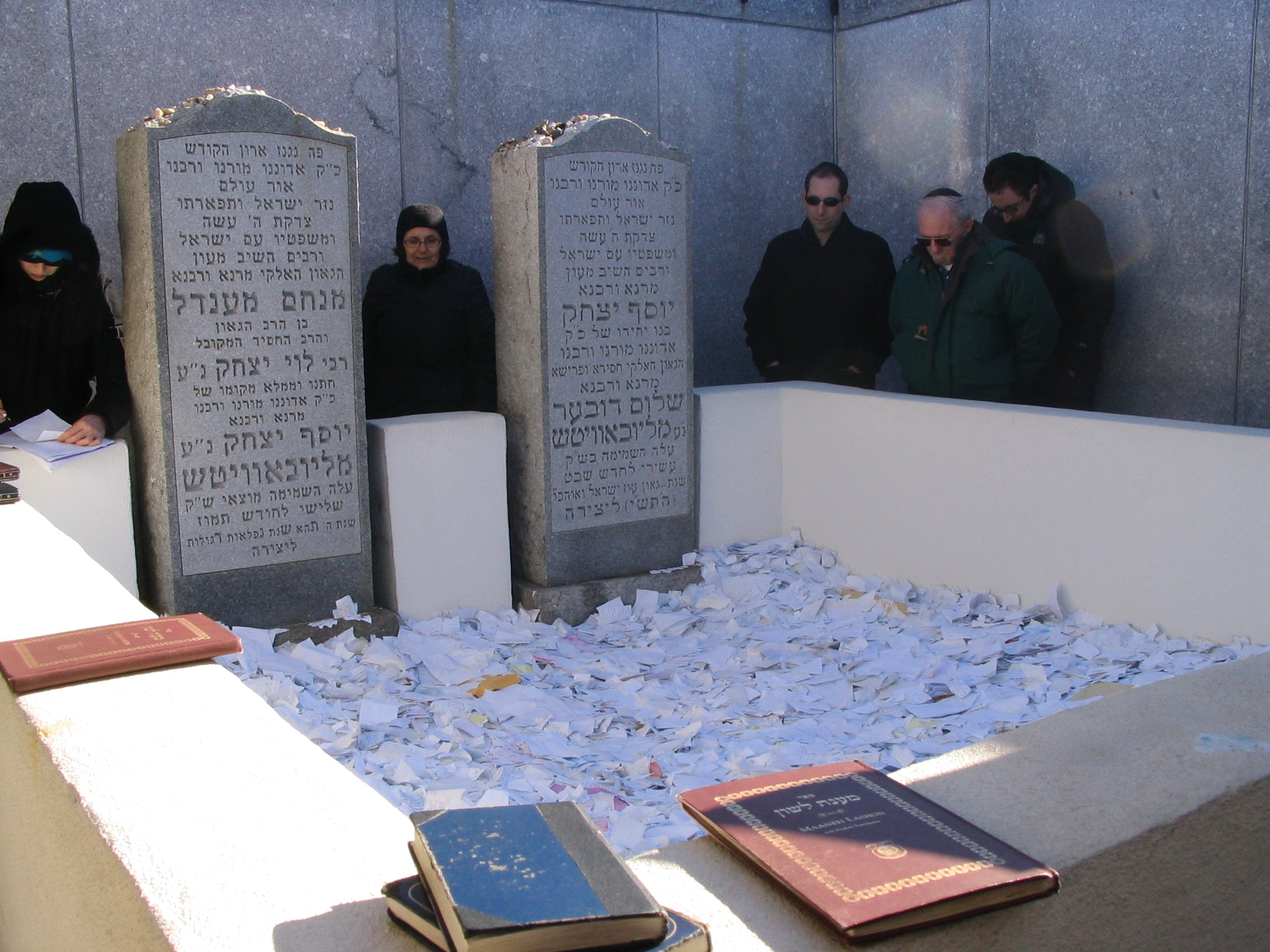
Intérieur.
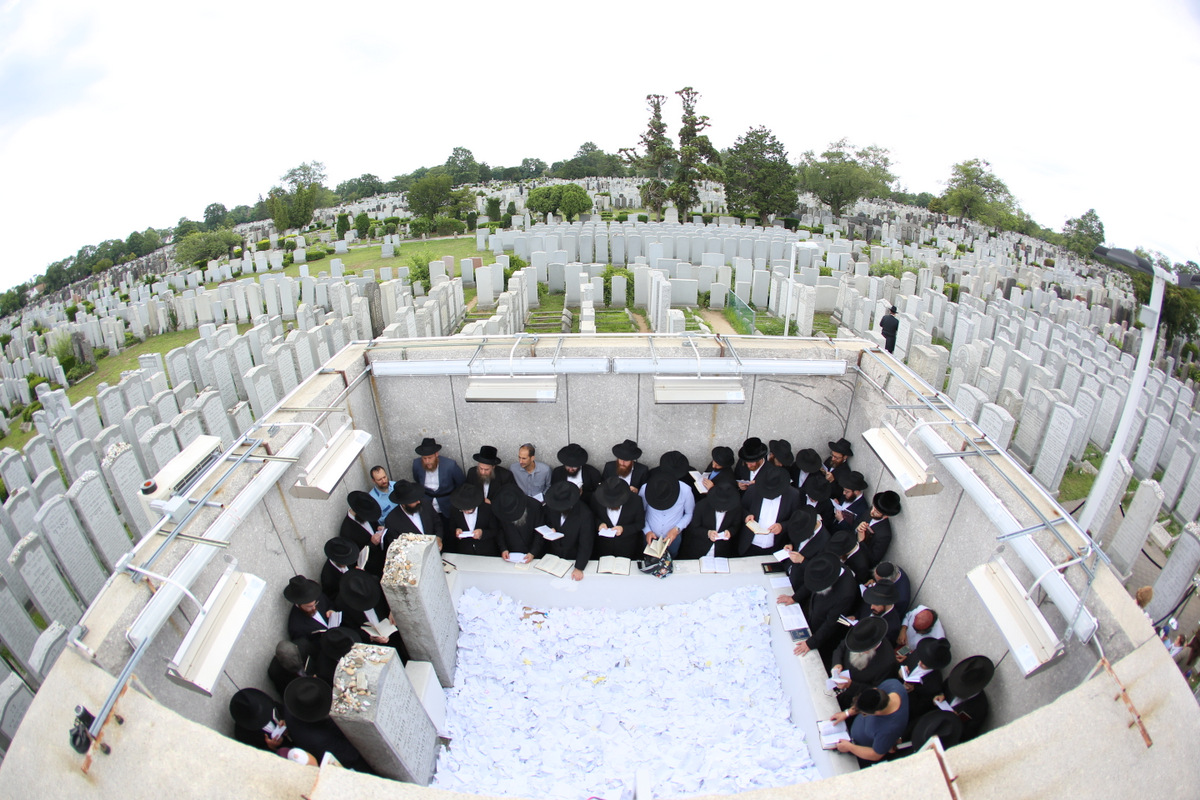
Vue large.